# Mathiatis
Mathiatis (grekiska: Μαθιάτης, turkiska: Matiyat) är en by i distriktet Nicosia, Cypern. Före 1960 hade byn en blandad grek- och turkcypriotisk befolkning.
I södra delen av byn finns Troodosbergens ofiolit, som utgörs av 90 miljoner år gamla olika bergartslager av den oceaniska jordskorpan. Denna syns väldigt tydligt längs vägarna i byarna Chandria, Kionia, Klirou och Malounta och Mathiatis. Av detta skäl sattes byarna och berget Olympus, den 4 februari 2002, upp på Cyperns tentativa världsarvslista.